# В'юн Тарас Анатолійович
Тара́с Анато́лійович В'ю́н — капітан[джерело?]. Збройних сил України, учасник російсько-української війни. Повний кавалер ордена «За мужність».

## Державні нагороди
- орден «За мужність» I ступеня (2022) — За особисту мужність і самовіддані дії, виявлені у захисті державного суверенітету та територіальної цілісності України, вірність військовій присязі.
- орден «За мужність» II ступеня (2022) — За особисту мужність і самовіддані дії, виявлені у захисті державного суверенітету та територіальної цілісності України, вірність військовій присязі, зразкове виконання службового обов'язку.
- орден «За мужність» III ступеня (2019) — За особисту мужність і самовідданість, виявлені під час бойових дій, високий професіоналізм та зразкове виконання службових обов'язків.

## Нагороди та вшанування
- нагрудний знак «Учасник АТО» (вересень 2015)[1]
- Нагрудний знак Командувача ОС «Козацький хрест» ІІІ ступеня;
- Відзнака Командуючого ОК «Схід»;
- Відзнака Президента України «За участь в антитерористичній операції»;
- Нагрудний знак «За зразкову службу» від Міністра оборони України;
- Пам'ятний знак «За воїнську доблесть» від Міністра оборони України;
- Почесний нагрудний знак Начальника Генерального штабу — Головнокомандувача Збройних Сил України «За взірцевість у військовій службі» ІІІ ступеня;
- Медаль «ЗА ОБОРОНУ РІДНОЇ ДЕРЖАВИ [Архівовано 9 січня 2021 у Wayback Machine.]»;
- Відзнака «ЗА СЛУЖБУ ДЕРЖАВІ [Архівовано 10 січня 2021 у Wayback Machine.]» (ЗСУ);
- Почесний нагрудний знак «Снайпер ЗСУ»;
- Нагрудний знак «Воєнна розвідка України».